# Tidarren griswoldi
Tidarren griswoldi là một loài nhện trong họ Theridiidae.
Loài này thuộc chi Tidarren. Tidarren griswoldi được miêu tả năm 2006 bởi Knoflach & Antonius van Harten.